# Brassy (Nièvre)
Brassy ist eine französische Gemeinde mit 594 Einwohnern (Stand 1. Januar 2022) im Département Nièvre in der Region Bourgogne-Franche-Comté (vor 2016 Bourgogne). Sie gehört zum Arrondissement Château-Chinon (Ville) (bis 2017 Clamecy) und zum Kanton Corbigny (bis 2015 Lormes).

## Geographie
Brassy liegt etwa 60 Kilometer südlich von Auxerre. Durch die Gemeinde fließt der Chalaux. Umgeben wird Brassy von den Nachbargemeinden von Saint-Martin-du-Puy im Norden und Nordwesten, Marigny-l’Église im Norden und Nordosten, Dun-les-Places im Osten, Montsauche-les-Settons im Osten und Südosten, Ouroux-en-Morvan im Süden, Gâcogne im Südwesten sowie Lormes im Westen und Nordwesten.

## Bevölkerungsentwicklung
| Jahr                       | 1962 | 1968 | 1975 | 1982 | 1990 | 1999 | 2006 | 2013 |
| Einwohner                  | 851  | 774  | 693  | 637  | 569  | 574  | 621  | 623  |
| Quellen: Cassini und INSEE |      |      |      |      |      |      |      |      |

## Sehenswürdigkeiten
- Kirche Saint-Gervais-Saint-Protais, ursprünglich aus dem 12. Jahrhundert, Umbauten aus dem 15./16. Jahrhundert